# 堀夏喜
堀 夏喜（ほり なつき、1997年8月6日 - ）は、日本のダンサー。FANTASTICS from EXILE TRIBEのパフォーマー。
愛知県東海市出身。身長180cm。血液型A型。

## 略歴
親の勧めで、小学2年から近所のダンススタジオに通い始める。
成長期に入った体が痛くて思うように踊れないことから、中学1年の始め頃にダンスを辞めてサッカーに専念したが、中学3年の時に名古屋にEXPG STUDIOが開校することを聞き、ダンスを再開した。
2014年、「EXILE PERFORMER BATTLE AUDITION」に参加するも2次審査で落選。
2016年12月29日、FANTASTICSとして活動を開始する。

## 人物
- 一人っ子である[2]。
- メンバーの中尾翔太は同じダンススタジオ出身で[4]、小学4年からの仲である[2]。

## 出演

### テレビ番組
- ホリナツのカンムリ(仮)（2020年7月 - 、メ〜テレ）[6]
- チャント!「ワクワク! カンパニー Do well by doing good!」（2020年7月 - 2021年3月、CBCテレビ） - リポーター[7]

### テレビドラマ
- 恋です! 〜ヤンキー君と白杖ガール〜（2021年10月6日 - 12月15日、日本テレビ） - 桃井草介 役[8]
- 東京であざとく頑張って何が悪いの? 〜上京ガールの成長日記〜（2022年6月 - 9月、テレビ朝日） - 橋本祐希 役[9]
- 少年のアビス（2022年9月 - 10月、MBS） - 峰岸玄 役[10]
- サブスク不倫（2023年11月 - 12月、MBS） - 剣太郎 役[11]
- スパイの人事部（2024年3月、CBC） - 主演・守田守 役[12]
- きみは面倒な婚約者 プラチナ編（2025年3月29日 - 、テレビ朝日） - 主演・橘はじめ 役（田辺桃子とダブル主演）[13]
- 雨上がりの僕らについて（2025年7月3日 - 、テレビ東京） - 主演・真城洸輔 役（池田匡志とダブル主演）[14]

### 配信ドラマ
- L 礼香の真実（2020年6月 - 7月、ABEMA） - 茂樹 役[15]
- きみは面倒な婚約者 ダイヤ編（2025年3月3日、TELASA） - 主演・橘はじめ 役（田辺桃子とダブル主演）[13]

### 映画
- HiGH&LOW THE WORST X（2022年9月9日、松竹） - 徳山門司 役[16]
- 女子大小路の名探偵（2023年10月13日、ラビットハウス）-ヤマモト 役[17]
- 女神降臨 After プロポーズ編（2025年5月1日、ソニー・ピクチャーズ エンタテインメント） - 木島雄星 役[18]

### 舞台
- BOOK ACT「もう一度君と踊りたい」（2020年2月）[19]
- ホームレッスン（2022年9月24日 - 10月9日） - 三上朔太郎 役[20]

### その他
- 三遠ネオフェニックス 応援アンバサダー（2020年 - 2021年）[21]

## ライブ

### 参加
- EXILE LIVE TOUR 2025 "WHAT IS EXILE"（2025年4月19日 - 4月20日）